# Мунте, Алисия
Али́сия Му́нте Кинсе́лла (исп. Alicia Munte Kinsella; род. 1 октября 1996) — испанская кёрлингистка.
В составе женской команды Испании участница зимней Универсиады 2015.

## Достижения
- Чемпионат Испании по кёрлингу среди женщин: бронза (2015, 2016, 2018).

## Команды
| Сезон   | Четвёртый              | Третий                 | Второй                    | Первый                      | Запасной                                       | Турниры             |
| ------- | ---------------------- | ---------------------- | ------------------------- | --------------------------- | ---------------------------------------------- | ------------------- |
| 2014—15 | Aroa Amilibia González | Lydia Vallés Rodriguez | Алисия Мунте Кинселла     | Ане-Бинген Куадрадо Галарди | Lara Ruiz Conde тренер: Romano Ruch            | ПЕЮ 2015 (14 место) |
| 2014—15 | София Фернандес        | Ане Куадрадо           | Patricia Ruiz de la Torre | Алисия Мунте                |                                                | ЧИЖ 2015            |
| 2015    | Патрисия Арбуэс        | Алисия Мунте           | Ане Куадрадо              | София Фернандес             | Макарена Гарсия дель Валле тренер: Romano Ruch | ЗУ 2015 (10 место)  |
| 2015—16 | Алисия Мунте           | Ане Куадрадо           | Beatriz Cureses           | Patricia Ruiz de la Torre   |                                                | ЧИЖ 2016            |
| 2017—18 | Иранцу Гарсиа Вес      | Алисия Мунте           | María Fernández           | Sorkunde Vez                | Aurora Tesa                                    | ЧИЖ 2018            |

(скипы выделены полужирным шрифтом)

## Частная жизнь
Окончила Мадридский университет Комплутенсе.